# Meedla
Koordinaten: 58° 20′ N, 22° 32′ O
Meedla (deutsch Medel) ist ein Dorf (estnisch küla) auf der größten estnischen Insel Saaremaa. Es gehört zur Landgemeinde Saaremaa (bis 2017: Landgemeinde Lääne-Saare) im Kreis Saare.

## Einwohnerschaft und Lage
Das Dorf hat 46 Einwohner (Stand 1. Januar 2016). Seine Fläche beträgt 3,76 km².
Der Ort liegt zehn Kilometer nordöstlich der Inselhauptstadt Kuressaare.
Durch das Dorf fließt der Fluss Põduste (Põduste jõgi).